# RTL Televizija
RTL Televizija (oft auch RTL Hrvatska genannt) ist ein privater Fernsehsender in Kroatien. Der Sender gehört seit dem 1. Juni 2022 zu 100 % zu Central European Media Enterprises. 

## Geschichte
Der Fernsehsender ging am 30. April 2004 auf Sendung, nachdem der dritte nationale Fernsehkanal der kroatischen Rundfunkgesellschaft HRT für private Anbieter zur Verfügung gestellt wurde. RTL Televizija erhielt den Zuschlag und nutzt seither die Frequenzen des ehemals dritten Programms (nahezu flächendeckend frei empfangbar). Der Sender war nach Nova TV der zweite nationale kommerzielle Anbieter in Kroatien.
Seit 2010 wird RTL Televizija digital ausgestrahlt, zusammen mit der Ende 2010 dazugekommenen Schwesterstation RTL 2.
Zum 1. Juni 2022 verkaufte die RTL Group ihre kroatische Niederlassung mit den Programmen RTL Televizija, RTL 2 und RTL Kockica sowie weiteren Pay-TV-Sendern für 50 Millionen Euro an Central European Media Enterprises (CME). Dies stellt einen Wiedereintritt von CME in den kroatischen Markt dar, nachdem das damalige Kroatiengeschäft mit den Sendern Nova TV und Doma TV 2018 verkauft wurde. Zwischen RTL und CME wurde ein langfristiger Lizenzvertrag zur Nutzung der Marke RTL vereinbart.

## Programm
Das Programm ist inhaltlich am deutschen Vorbild RTL Television orientiert. Nicht nur das optische Erscheinungsbild ähnelt dem deutschen Programm, sondern auch einige Programmformate wurden übernommen und werden teilweise auch zur selben Sendezeit ausgestrahlt (z. B. die Nachrichten oder die Boulevardmagazine).

### Eigenproduktionen
Zahlreiche Sendungen von RTL Televizija sind Eigenproduktionen. Dazu gehören etwa die eigenen Nachrichtenprogramme RTL Vijesti und RTL Danas. Daneben existieren auch die Boulevardmagazine Exploziv oder Exklosiv. RTL Televizija produziert aber auch eine eigene Version von Big Brother, ein eigenes Format des Wissensmagazins Galileo, die Talk-Shows Sanja und Studio 45, die Dating-Game-Show Srcolovka, die Quizshow Veto, die Entertainment-Show Salto, die Musik-Show X-Factor Adria, mit Hrvatska traži zvijezdu eine eigene Version von Pop Idol, die Seifenoper Zabranjena ljubav, die Telenovelas Ruža vjetrova, Ne daj se, Nina, Tajne oder Prava žena, die Fashion-Show Top Model by Tatjana Jurić, die eigenproduzierten Sitcoms Kriza und Bibin svijet oder auch die Reality-Show Dvornikovi.

### Fremdproduktionen
RTL Televizija strahlt auch zahlreiche Fremdproduktionen wie die Serie Alarm für Cobra 11 oder CSI: Vegas aus. Es werden aber auch Hollywood-Blockbuster oder auch Filme aus den ehemaligen Teilstaaten Jugoslawiens gezeigt.

### Sport
Auch Sport zählt zu einem Programmpunkt von RTL Televizija. Gezeigt werden etwa die 1. HNL, die Red Bull Air Race Weltmeisterschaft, die englische Premier League oder auch Boxen.

## Einschaltquoten
RTL Televizija erreichte unter den 18- bis 49-Jährigen folgende Einschaltquoten (Stand 2011):
- 2004: 29,5 %
- 2005: 28,6 %
- 2006: 28,6 %
- 2008: 26,4 %
- 2009: 26,2 %
- 2010: 26,1 %
- 2011: 26,4 %

## Empfang
RTL Televizija kann folgendermaßen über Satellit empfangen werden:
- Über die Plattformen Total TV, MaxTV oder VipSAT auf Eutelsat 16A: Codiert in Nagravision 3, Videoguard und Conax